# Dactylicapnos grandifoliolata
Dactylicapnos grandifoliolata là một loài thực vật có hoa trong họ Anh túc. Loài này được Merr. mô tả khoa học đầu tiên năm 1941.